# Tim Sullivan
Timothy ("Tim") Francis Sullivan OAM (nascido em 16 de setembro de 1975) é um atleta paralímpico australiano, o qual já conquistou dez medalhas de ouro nos Jogos Paralímpicos de 2000 a 2008.

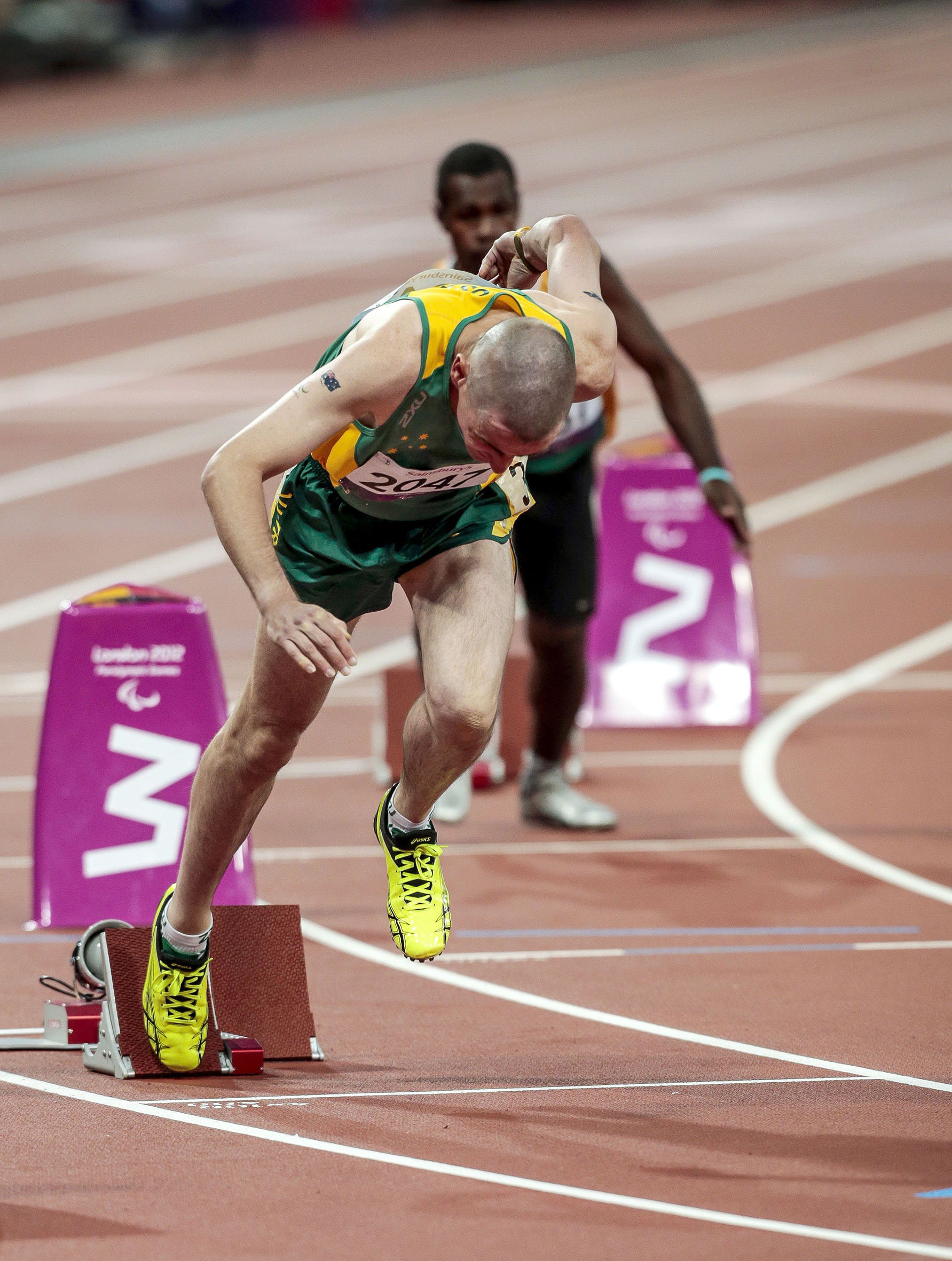
Sullivan disputando a Paralimpíada de Londres 2012.